# Amt Lübbenow (Uckermark)
Das Amt Lübbenow/Uckermark, später Amt Lübbenow (Uckermark) geschrieben, war ein im Jahr 1992 zunächst noch im Land Mecklenburg-Vorpommern gebildetes Amt, das durch Staatsvertrag zum 1. Juli 1992 nach Brandenburg umgegliedert wurde. In ihm hatten sich elf Gemeinden in den damaligen Kreisen Strasburg und Pasewalk (Mecklenburg-Vorpommern) zu einem Verwaltungsverbund zusammengeschlossen. Der Amtssitz war in der Gemeinde Lübbenow. Mit dem Zusammenschluss der elf beteiligten Gemeinden zur neuen Gemeinde Uckerland wurde das Amt zum Ende des Jahres 2001 wieder aufgelöst.

## Lage
Das Amt Lübbenow (Uckermark) grenzte im Nordwesten, Norden und Nordosten an das Land Mecklenburg-Vorpommern, im Südosten an das Amt Brüssow (Uckermark), im Süden an das Amt Prenzlau-Land und im Südwesten an das Amt Nordwestuckermark.

## Geschichte
Der Vertrag zur Bildung des Amtes Lübbenow wurde am 1. Juni 1992 rechtswirksam. Damals gehörte es noch zum Land Mecklenburg-Vorpommern. Der Staatsvertrag, mit dem es zum Land Brandenburg kam, trat zum 1. Juli 1992 in Kraft. Der Minister des Innern des Landes Brandenburg erteilte dann am 1. August 1992 seine Zustimmung zur Bildung des Amtes Lübbenow/Uckermark. Als Zeitpunkt des Zustandekommens des Amtes wurde der 1. August 1992 festgelegt. Das Amt hatte seinen Sitz in der Gemeinde Lübbenow und bestand aus elf Gemeinden im damaligen Kreis Strasburg (Mecklenburg-Vorpommern) und der Gemeinde Nechlin im damaligen Kreis Pasewalk (ebenfalls Mecklenburg-Vorpommern):
1. Fahrenholz
2. Güterberg
3. Jagow
4. Lemmersdorf
5. Lübbenow
6. Milow
7. Trebenow
8. Wilsickow
9. Wolfshagen (Uckerland)
10. Wismar
11. Nechlin

2001 schlossen sich die elf Gemeinden zur neuen Gemeinde Uckerland zusammen. Der Zusammenschluss wurde vom Ministerium des Innern mit Wirkung zum 31. Dezember 2001 genehmigt. Das Amt Lübbenow/Uckermark wurde aufgelöst und die Gemeinde Uckerland amtsfrei.

## Amtsdirektorin
Erste und einzige Amtsdirektorin des Amtes Lübbenow (Uckermark) war Monika Becker. Sie wurde nach Auflösung des Amtes zur Bürgermeisterin der neuen Gemeinde Uckerland gewählt.

## Belege
1. ↑  
Bildung des Amtes Lübbenow/Uckermark. Bekanntmachung des Ministers des Innern vom 1. August 1992. Amtsblatt für Brandenburg – Gemeinsames Ministerialblatt für das Land Brandenburg, 3. Jahrgang, Nummer 67, 10. September 1992, S. 1256.
2. ↑  
Bildung einer neuen Gemeinde Uckerland Bekanntmachung des Ministeriums des Innern vom 14. Dezember 2001 Amtsblatt für Brandenburg Gemeinsames Ministerialblatt für das Land Brandenburg, 12. Jahrgang, 2001, Nummer 52, Potsdam, den 27. Dezember 2001, S. 905 PDF